# Duvemåla hage
Duvemåla hage är öppningssången i musikalen Kristina från Duvemåla. Den är skriven av Björn Ulvaeus och Benny Andersson, och den sjöngs i originaluppsättningen av Helen Sjöholm. Kristina beskriver vägen Karl-Oskar färdas mot henne från Korpamoen över grind och stätta, genom hagar och förbi herrgårdar.
När Karl Oskar når fram till henne denna speciella dag berättar han att han får ta över sin föräldragård, och friar till sin käresta.
Under bröllopet mellan Kronprinsessan Victoria och Daniel framfördes sången i körarrangemang vid Lejonbacken av 300 sångare från nio svenska körer under ledning av Cecilia Rydinger Alin. 